# ハルトークスの定理
数学におけるハルトークスの定理（ハルトークスのていり、英: Hartogs' theorem）とは、フリードリヒ・ハルトークスによって証明された、多変数複素函数論において基礎となる一結果である。大雑把には、「別々に解析的」な函数は連続であるということが述べられている。正確に言うと、{\displaystyle F\colon {\mathbf {C} }^{n}\to {\mathbf {C} }} が他の変数を定数として固定したときの各変数 zi, 1 ≤ i ≤ n について解析的な函数であるなら、F は連続函数であるということが述べられている。
この結果の系として、F は実は n 変数の意味で解析函数である（すなわち、局所的にテイラー展開を持つ）というものがある。したがって、多変数複素函数論において「別々に解析的であること」と「解析性」は同一の概念となる。
さらに函数が連続（あるいは有界）であるという仮定を付け加えると、証明がはるかに容易となり、この形はオズグットの補題として知られている。
ここで実変数に対してこの定理と類似の結果は得られないことに注意されたい。すなわち、ある函数 {\displaystyle f\colon {\mathbf {R} }^{n}\to {\mathbf {R} }} が各変数について微分可能（あるいは解析的）であっても、{\displaystyle f} は必ずしも連続とはならない。二次元の場合のその反例として、次の函数が挙げられる。
{\displaystyle f(x,y)={\frac {xy}{x^{2}+y^{2}}}.}
さらに {\displaystyle f(0,0)=0} と定義すると、この函数は原点において {\displaystyle x} および {\displaystyle y} についての well-defined な偏微分を持つが、f は原点において連続ではない。実際、直線 {\displaystyle x=y} および {\displaystyle x=-y} のそれぞれに沿った極限は異なる値となり、f を原点において連続となるように定義することはできない。